# Fusculinaceae
Fusculinaceae is een familie van de  Ascomyceten. Het typegeslacht is Fusculina.

## Geslachten
Volgens Index Fungorum bestaat de familie uit de volgende geslachten:
- Fusculina
- Gordonomyces